# Markus Büchel (Politiker, 1959)
Markus Büchel (* 14. Mai 1959 in Eschen; † 9. Juli 2013 in Ruggell) war ein liechtensteinischer Jurist und Politiker.

## Biografie
Im Zeitraum von 1972 bis 1975 erfolgte die Schulausbildung von Markus Büchel an der Realschule in Eschen. In den Jahren von 1975 bis 1978 absolvierte er eine kaufmännische Lehre in der Rechtsanwaltskanzlei Alfred Bühler in Vaduz. Nach Abschluss dieser Bildungsgänge absolvierte er von 1978 bis 1981 die Ostschweizerische Maturitätsschule für Erwachsene.
Büchel gehörte der Fortschrittlichen Bürgerpartei in Liechtenstein an. Er studierte von 1981 bis 1986 Rechtswissenschaften in Bern und München und arbeitete anschliessend im Amt für Volkswirtschaft. Nach der Landtagswahl im Februar 1993, die die Fortschrittliche Bürgerpartei gewann, folgte er Hans Brunhart am 26. Mai 1993 als Regierungschef des Fürstentums Liechtenstein. Er amtierte nur sieben Monate bis zum 15. Dezember 1993, bis Fürst Hans-Adam II. das Parlament aufgelöst und für den 24. Oktober Neuwahlen angesetzt hatte. Büchel war nach einer strittigen Personalentscheidung im September 1993 von seiner Partei zum sofortigen Rücktritt aufgefordert worden, am 14. September wurde ihm durch den Landtag das Vertrauen entzogen.
Am 7. Mai 1998 hat Markus Büchel die Ehe mit Elena Medvedeva (* 21. Mai 1965) geschlossen und ist Vater eines Sohnes geworden. Seit dem 22. September 2002 war Büchel Honorarkonsul der Russischen Föderation in Liechtenstein. Er erlag 2013 im Alter von 54 Jahren einer schweren Krankheit, an welcher er verstarb.